# Konstantynów Łódzki
Konstantynów Łódzki  (prononciation [kɔnstanˈtɨnuf ˈwut͡skʲi]) est une ville, située dans le powiat de Pabianice, dans la voïvodie de Łódź, dans la partie centrale de la Pologne.
Sa superficie s'étend sur 26,87 kilomètres carrés (km²) avec une population de 17 831 habitants en 2014.

## Histoire
Konstantynów Łódzki a obtenu le statut de ville de 1830 à 1870, puis retrouve les privilèges de la ville à partir de 1924.

## Administration
De 1975 à 1998, la ville était attachée administrativement à l'ancienne voïvodie de Łódź.

Depuis 1999, elle fait partie de la nouvelle voïvodie de Łódź.
Elle constitue une gmina urbaine (commune urbaine).

## Structure du terrain
D'après les données de 2007, la superficie de la ville de Konstantynów Łódzki est de 26,87 kilomètres carrés, répartis comme suit :
- terres agricoles : 68 %
- forêts : 11 %

La commune représente 5,54 % de la superficie du powiat.

## Divers
La commune est jumelée avec Behren-lès-Forbach.

## Galerie

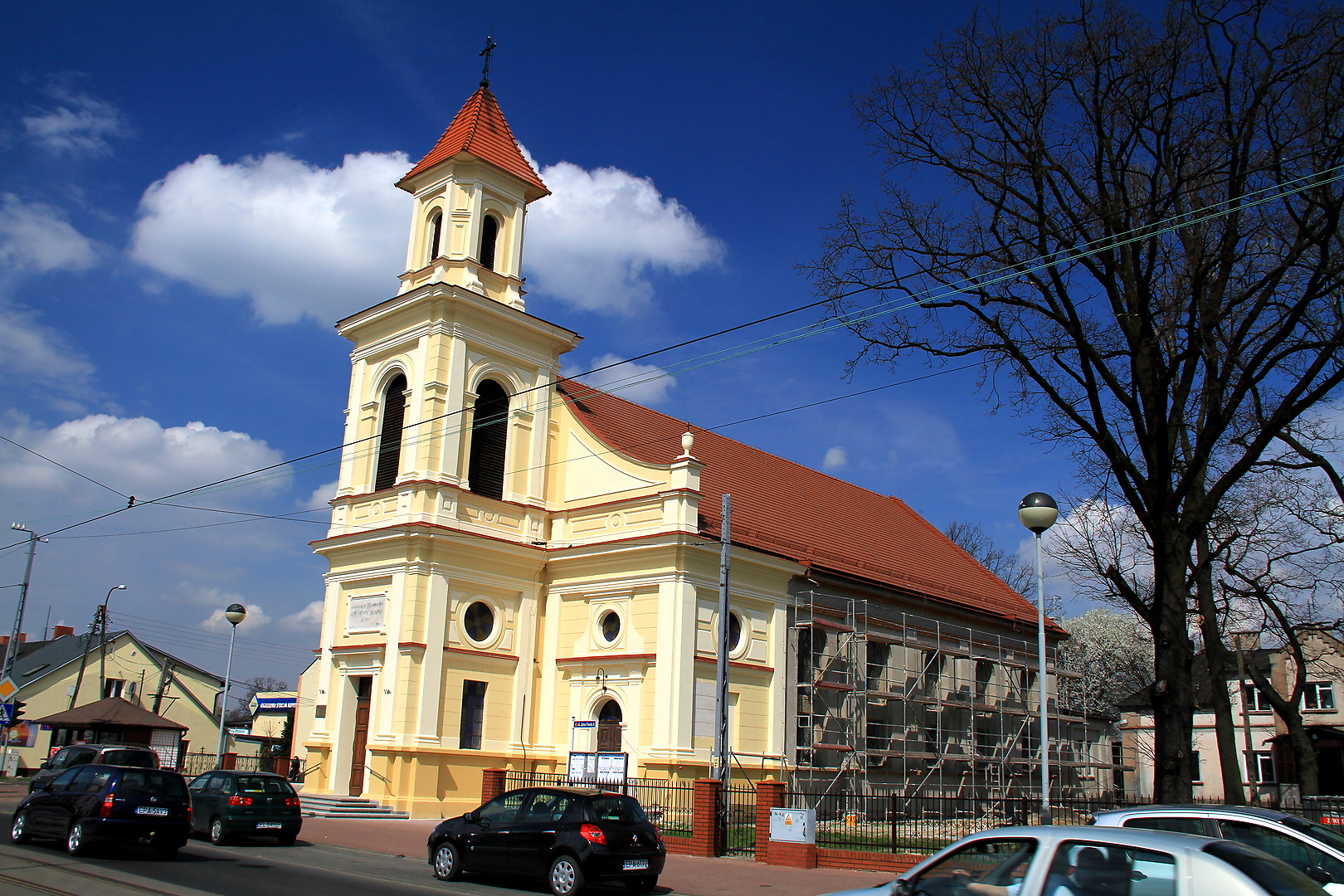
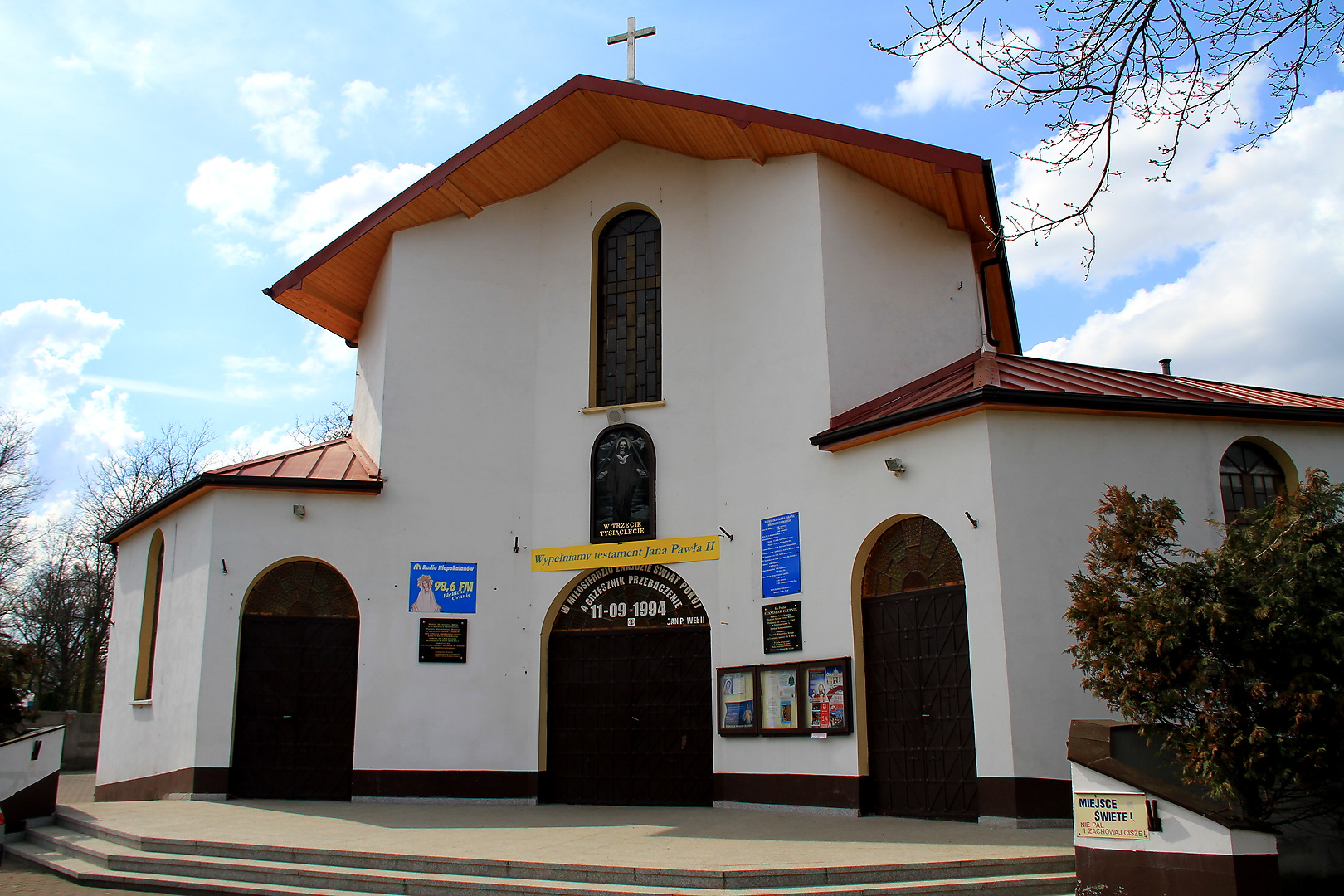
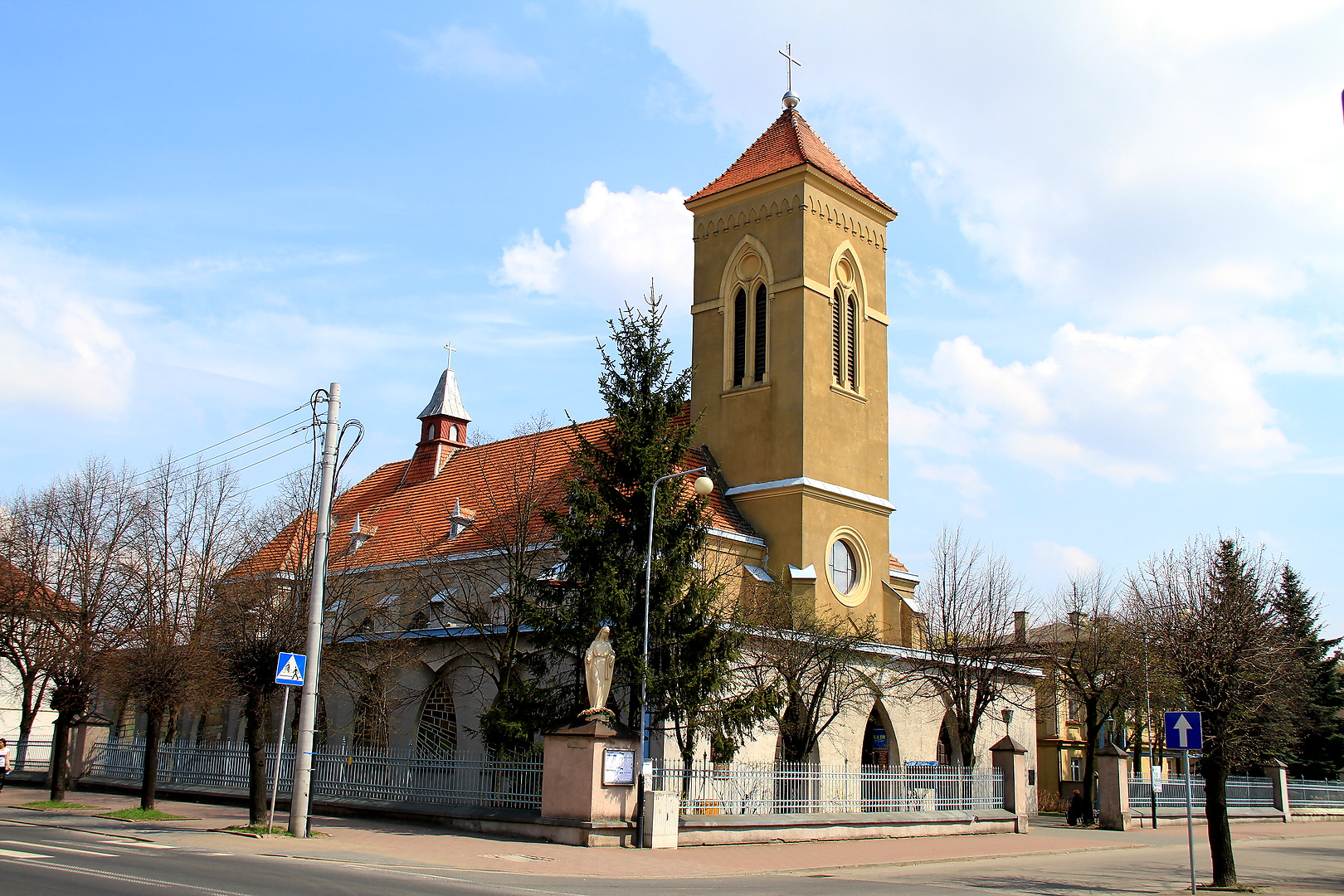
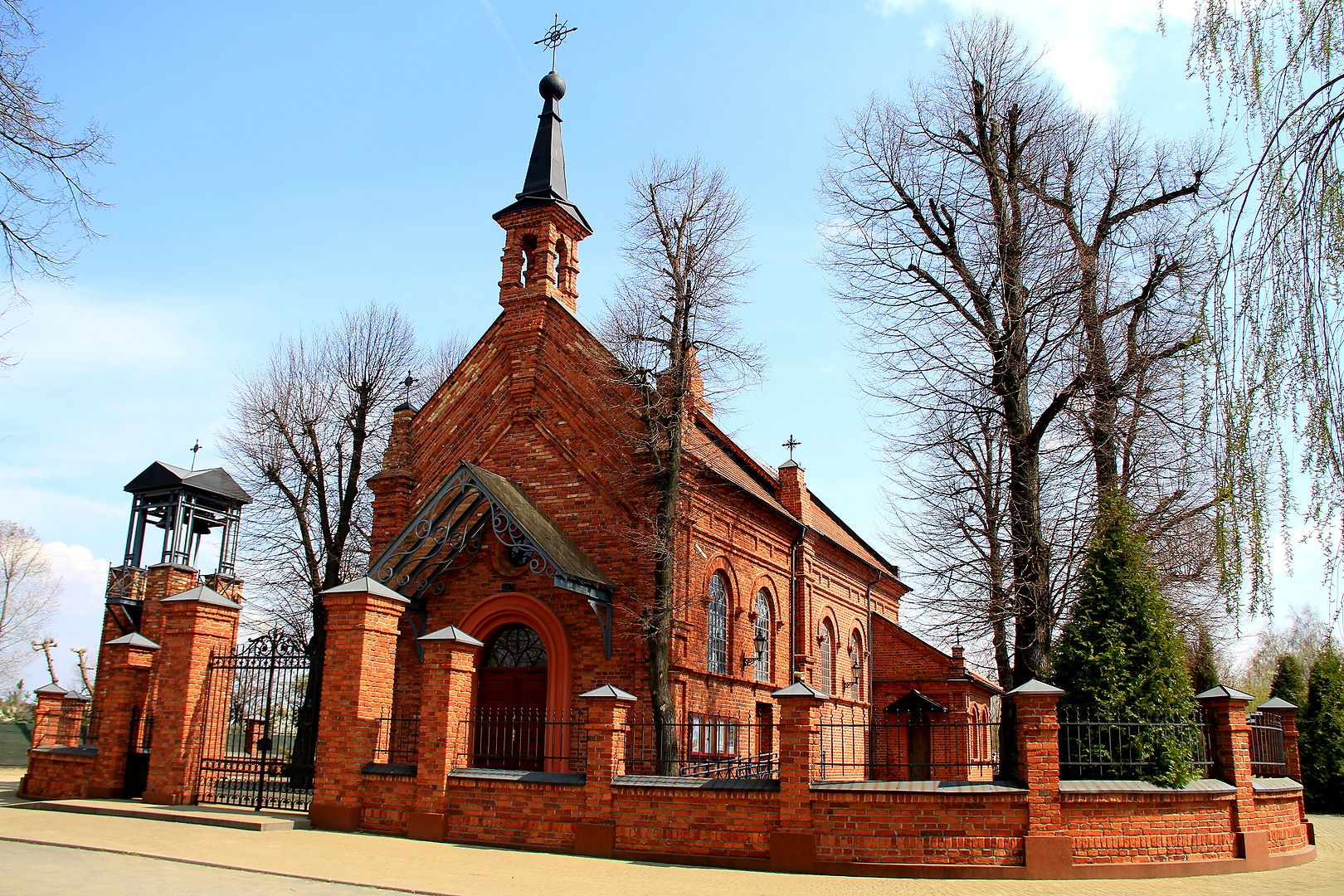

Quelques vues de la ville